# Hospital Nacional de Clínicas
El Hospital Nacional de Clínicas es un hospital público y hospital universitario de la Facultad de Ciencias Médicas de la Universidad Nacional de Córdoba, ubicado en la ciudad de Córdoba (Argentina).

## Historia
El 10 de octubre de 1877, durante la presidencia de Domingo Faustino Sarmiento, se aprueba el proyecto de creación de la Facultad de Medicina, donde se realizarán las prácticas y residencias médicas. El diseño del edificio estuvo a cargo del arquitecto Francesco Tamburini.
Fue inaugurado el 24 de mayo de 1913 el edificio original constaba de pabellones diferenciados para hombres y mujeres, capacidad para 280 pacientes, y aulas para estudiantes de las carreras de medicina, obstetricia y farmacia.
Entre 1915 y 1917 se anexaron nuevos pabellones para especialidades médicas: el pabellón infectológico, de aislamiento, otorrinolaringología, oftalmología y anatomía patológica.
El hospital formó destacados médicos en la historia de la medicina. Entre ellos, Pablo Luis Mirizzi; Humberto Dionisi; Juan Martín Allende; Pedro Ara; Osvaldo Suarez; Pedro Vella.

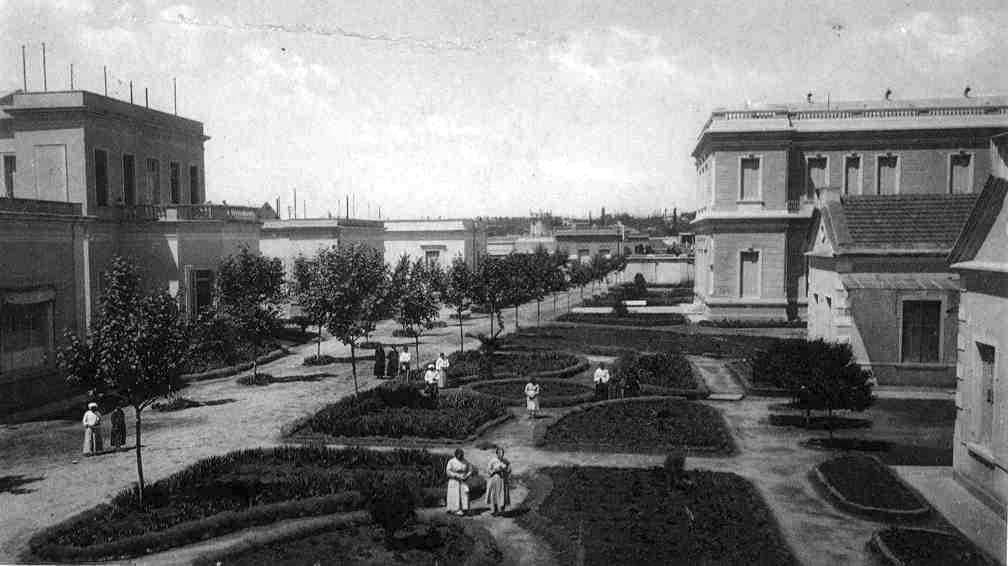
El Hospital de Clínicas en la década de 1910.

Tuvo una fuerte relación con la vida universitaria de Córdoba, al haberse convertido en centro de protestas estudiantiles y obreras y epicentro de la Reforma Universitaria de 1918. El hospital fue declarado monumento histórico nacional en 1996.

## Actualidad
El Hospital Nacional de Clínicas recibe 20.000 consultas mensuales; 700 internaciones y realiza unas 650 cirugías por mes. Recibe interconsultas y pacientes de distintas regiones del país.
En la parte académica cuenta con más de 30 cátedras de Medicina de la Facultad de Ciencias Médicas de la Universidad Nacional de Córdoba. Permite realizar prácticas a estudiantes de enfermería, nutrición, fisioterapia, farmacia y laboratorio, así como cursos de posgrado.
El Hospital Nacional de Clínicas es el hospital-escuela de la Facultad de Ciencias Médicas . Inaugurada en 1913, esta institución polivalente de alta complejidad lleva adelante tareas docentes, de investigación y de asistencia.
Actualmente, el nosocomio universitario recibe cuatro mil pacientes y realiza unas 430 cirugías por mes. Alberga cátedras de Medicina y permite realizar prácticas a estudiantes de otras carreras como Enfermería, Nutrición, Fisioterapia, Farmacia y Bioquímica, así como aquellas referidas a los cursos de posgrado.
El Hospital dio su nombre al conocido barrio Clínicas, fuertemente ligado a la historia estudiantil cordobesa. De viviendas bajas y sencillas, es un sector urbano famoso por sus peñas, sus personajes y su compromiso con la vida política y social del país.
Como hospital universitario desarrolla actividades académicas, tanto de grado como de posgrado. En cuanto a las tareas de formación, funcionan en este centro diversas cátedras a las que concurren anualmente alrededor de 1600 alumnos de grado. En el nivel de posgrado, se dicta la residencia en tocoginecología y se llevan a cabo distintos cursos de especialidad en neonatología. Además, realizan sus prácticas en esta dependencia alumnos provenientes de la Facultad de Ciencias Químicas y las escuelas de Nutrición y Enfermería, entre otras unidades académicas.

## Especialidades
- Alergia e Inmunología
- Alimentación
- Anatomía Normal
- Angiología y Hemodinámica
- Cardiología
- Cirugía cabeza y cuello
- Cirugía Cardiovascular
- Cirugía de Tórax
- Cirugía General 3/5
- Cirugía General 4/6
- Cirugía Plástica
- Cirugía vascular
- Clínica Médica
- Coordinador de Quirófanos
- Dermatolgía
- Diabetología
- Dirección General de Enfermería
- Endocrinología
- Endoscopia Digestiva
- Farmacia Central
- Flebología y Linfología
- Fonoaudiología
- Ginecología
- Guardia Central
- Imágenes
- Infectología
- Instituto de Hemoterapia
- Instituto Oncológico Univ.
- Kinesiología- Fisioterapia
- Laboratorio Central
- Laboratorio Radio Inmuno Ensayo
- Medicina Crítica
- Medicina Familiar
- Medicina Laboral
- Nefrología
- Neumonología
- Neurolgía
- Neurología
- Nutrición
- Oftalmología
- Onco-Hematología
- Otorrinolaringología
- Patología
- Psicopatología
- Radiosiótopos
- Reumatología
- Traumatología
- Unidad de Cuidados Coronarios
- Unidad de Gestión y Auditoría
- Unidad Terapia Intensiva
- Urología

Las instalaciones disponen de un servicio de guardias médicas las 24 horas para la atención de distintas urgencias.